# Glenea buquetii
Glenea buquetii là một loài bọ cánh cứng trong họ Cerambycidae.